# Arnold (Missouri)
Arnold è un comune degli Stati Uniti d'America, situato nello Stato del Missouri, nella contea di Jefferson.